# Walter Lapeyre
Pour les articles homonymes, voir Lapeyre.
Walter Lapeyre, né le 9 février 1976 à Pau (Pyrénées-Atlantiques), est un tireur français au pistolet 10 et 50 mètres. Il exerce la profession de gardien de la paix, en disponibilité. Il fait partie des meilleurs mondiaux de sa discipline de tir, sa carrière internationale n'étant pas terminée. Il fut champion d'Europe au pistolet 10 mètres en 2005 à Tallinn (Estonie). Il est originaire d'Arzacq-Arraziguet, dans le nord du département des Pyrénées-Atlantiques.
Il s'est classé 6e de l'épreuve de tir au pistolet à 10 mètres, aux Jeux Olympiques de Pékin (août 2008).

## Palmarès

### Championnats du monde de tir
- Championnat du monde de tir de 2006 (Zagreb, Croatie) :
  -  Médaille de bronze au pistolet 10 mètres par équipe

### Coupes du monde de tir
- Coupe du monde de Bangkok 2007
  -  Médaille d'or au pistolet 10 mètres
- Coupe du monde de Sydney en 2007
  -  Médaille de bronze au pistolet 10 mètres
- Coupe du monde du Brésil en 2006
  -  Médaille de bronze au pistolet 50 mètres

### Championnats d'Europe de tir

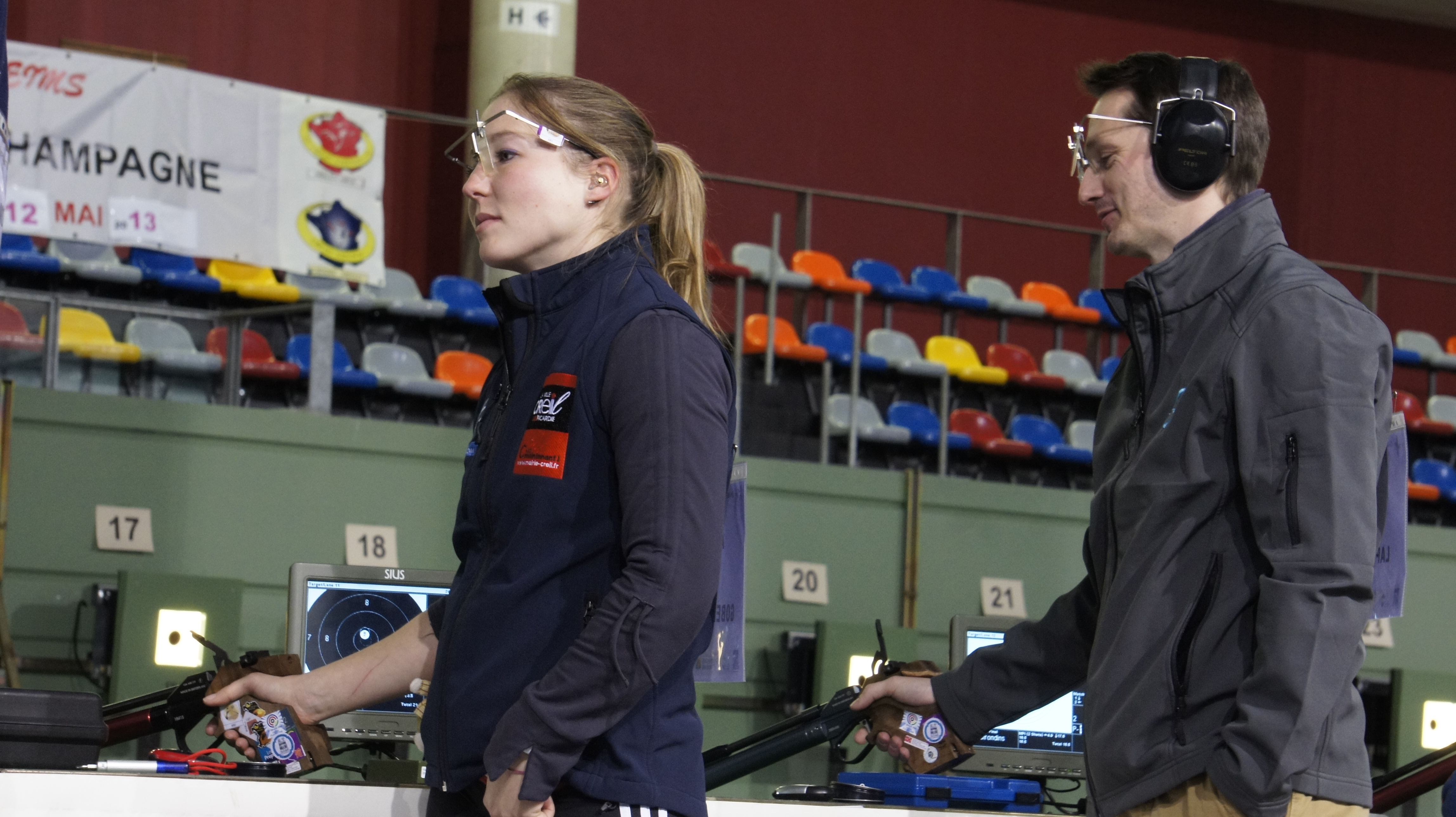
Les Girondins (Walter Lapeyre) éliminés par Creil (Céline Goberville) au Championnat de France par équipe en 2013.

- Championnats d'Europe de tir de 2008 (Winterthur, Suisse) :
  -  Médaille d'argent au pistolet 10 mètres
- Championnats d'Europe de tir de 2007 (Deauville, France) :
  -  Médaille d'argent au pistolet 10 mètres par équipe (Walter Lapeyre, Franck Dumoulin, Manuel Alexandre-Augrand)
- Championnats d'Europe de tir de 2006 (Moscou, Russie) :
  -  Médaille de bronze au pistolet 10 mètres
  -  Médaille d'or au pistolet 10 mètres par équipe (Walter Lapeyre, Franck Dumoulin, Manuel Alexandre-Augrand)
- Championnats d'Europe de tir de 2005 (Tallinn, Estonie) :
  -  Médaille d'or au pistolet 10 mètres

### Championnats de France
- Champion de France au pistolet 50 mètres en 1999, 2005, 2006, 2007, 2008 et 2011
- Champion de France au pistolet 10 mètres en 2005, 2008, 2011, 2012 et 2013

### Records personnels
- Pistolet 10 mètres : 590/600 pts
- Pistolet 50 mètres : 571/600 pts